# Menschenskinder (Zeitschrift)
Menschenskinder – Forum der Jugend ist der Name einer Kinder- und Jugendzeitschrift, die von 1984 bis 1990 von Kindern und Jugendlichen für Kinder und Jugendliche gemacht wurde. Herausgeber war der Fotograf und Kunsthistoriker Hartmut Witte. Die Schreibweise des Titels „MENSCHENsKINDER“ war programmatisch, das kleine, stets farbig hervorgehobene „s“ sollte ein „&“ symbolisieren = „Menschen & Kinder“. Hintergedanke war, eine Zeitschrift für Alle zu gestalten, nicht nur für Kinder (und Jugendliche).

## Daten
Erschienen ist sie nur in Deutschland, hat aber Verbreitung im ganzen deutschsprachigen Raum gefunden. Ein Buchprojekt „Viel Lärm um mich“ der Zeitschrift ist im Zytglogge Verlag in Bern erschienen. Es erschienen 25 Ausgaben. Jede Ausgabe hatte ein Hauptthema – wie Umweltschutz, Zukunft, Dritte Welt etc. Zusätzlich gab es normale Zeitschriftenrubriken.
Die Zeitschrift wurde 1987/1988 von der Stiftung Jugendmarke gefördert. Hierdurch wurden u. a. Redaktionssitzungen und Themenseminare ermöglicht. Die Redaktion bzw. die Herausgeber hatten ihren Sitz zuerst in Cappel, später in Bonn.

## Autoren (Auswahl)
| - Beatrice Feyerbacher - Florence Feyerbacher | - Monika Gillessen - Christoph Mecke | - Martin Kaluza - Enno Pigge | - Ronald Reng - Gudrun Romanczuk |